# Kitty Forman
Pour les articles homonymes, voir Forman.
 (août 2021).
- Si vous ne connaissez pas le sujet, laissez ce bandeau (vous pouvez alors contacter les auteurs).
- Si vous supprimez le contenu mis en cause (vous pouvez préalablement contacter les auteurs),

argumentez précisément cette suppression dans la page de discussion
(un manque de référence n'est pas un argument ; une recherche réelle de référence doit avoir été effectuée, être formellement documentée).
Kitty Forman est un personnage des séries That '70s Show et That '90s Show, interprété par Debra Jo Rupp.

## Famille
Kitty déborde d'amour envers son mari et son fils car sa mère ne l'a jamais vraiment aimée. Seul son père s'est souvent intéressé à elle et lui a confié que sa mère cachait ses émotions. Elle a une sœur aînée, Paula, qu'elle déteste parce qu'elle a réussi sa vie.
Kitty entretient des rapports conflictuels avec sa belle-mère Bernice.
Dans That '90s Show, elle accueille chaque été sa petite fille Leia.

## Comportement
Contrairement à Red Forman, Kitty rit souvent lorsqu'elle est mal à l'aise. Disposant d'une mauvaise hygiène de vie, il lui arrive fréquemment de s'enivrer et de fumer.

## Kitty et le travail
Kitty travaille comme infirmière dans un hôpital. Elle est également une très bonne femme au foyer.